# Hippolyte de Villemessant
Jean Hippolyte Auguste Delaunay de Villemessant, né le 22 avril 1810 à Rouen et mort le 12 avril 1879 à Monte-Carlo, est un journaliste français et patron de journaux dont Le Figaro.

## Biographie
Fils du colonel Pierre Cartier et d’Augustine Louise Renée Françoise de Launay de Villemessant, Hippolyte de Villemessant porte d'abord le nom de Cartier, nom de famille de son père, avant de prendre le nom de sa mère. 
Il commence sa carrière comme commerçant de rubans à Blois. Après la faillite de son affaire, il part s’installer comme inspecteur d’assurances à Tours, puis à Nantes. Le 13 juin 1831, à 21 ans, il épouse Madeleine Briard (1807-1881), dont il aura deux filles.
Monté en 1839 à Paris, il lance un hebdomadaire de modes, de littérature, de théâtre et de musique intitulé La Sylphide, qui est imprégné du parfum de ses soutiens publicitaires. En 1841, il crée Le Miroir des dames, qui coule au bout de deux ans. En 1844, La Sylphide connaît le même destin. En mai 1848, il récidive avec Le Lampion, qui dure trois mois. Renommé La Bouche de fer, le journal vaut à son auteur une incarcération à la prison Mazas. En 1850, il lance La Chronique de Paris remplacée, après sa suppression, par La Chronique de France.
Le 2 avril 1854, il ressuscite, pour la dixième fois Le Figaro sous forme hebdomadaire, ce qui fera dire, 30 ans plus tard, à Octave Mirbeau : « Il avait fait deux fois faillite. Cela peut arriver aux plus honnêtes. Il n’avait plus à choisir qu’entre le suicide et la police correctionnelle. Il en était à cette minute de suprême angoisse où l’homme, qui se sent perdu, risque tout, même un crime. Il risqua plus qu’un crime, il risqua Le Figaro », mais le quotidien fit pourtant beaucoup de mal à l’Empire, en affrontant les autorités et se moquant du pouvoir en place.

« Ce que j’avais voulu faire en fondant le Figaro, c’était créer un journal nouveau, essentiellement parisien, bien vivant, dans lequel serait accueilli toute nouvelle, toute polémique propre à lui infuser le mouvement qui manquait aux autres. »

Il s’entoure de rédacteurs comme Eugène Caplas, Auguste Villemot, et ses deux gendres, Benoît Jouvin et Gustave Bourdin. Il innove en créant des rubriques permanentes et insérant des brèves, une rubrique nécrologique et un courrier des lecteurs. Il est aussi l’instigateur de la rubrique « Échos », qui fait le succès du journal.
Il fait également du Figaro le premier journal français à offrir des cadeaux, faveurs ou primes pour tout nouvel abonnement. Il émet alors à ses débuts des bulletins d’abonnement, dans les cafés, cercles, hôtels, restaurants, jusqu’aux bains et chez les dentistes, engageant le souscripteur à ne payer son service qu’à la fin de l’année. Ces abonnements s'appuient sur un principe commercial simple : faire croire à l’abonné que la souscription ne coûte presque rien. Afin d’asseoir le grand frère du Figaro, L'Événement, un quotidien littéraire créé en novembre 1865 par Villemessant, il adresse à tout nouvel abonné, durant l’hiver 1866, une douzaine de mandarines, fruits alors rares et chers.
En 1857, il lance le journal de modes La Gazette rose. En 1863, il lance L’Autographe. L’année suivante, il lance Le Grand journal. En novembre 1868, il lance l'hebdomadaire  littéraire Le Diable à quatre.
Menacé d'abolition pour avoir dérogé aux lois en vigueur en matière de presse, Le Figaro publie, dans son édition du 23 mars 1856 en première page, une demande de grâce, destinée au prince impérial tout juste âgé de sept jours, signée de « Son rédacteur en disgrâce. » La tournure plait à son père l’empereur Napoléon III, qui lève la condamnation contre la publication.

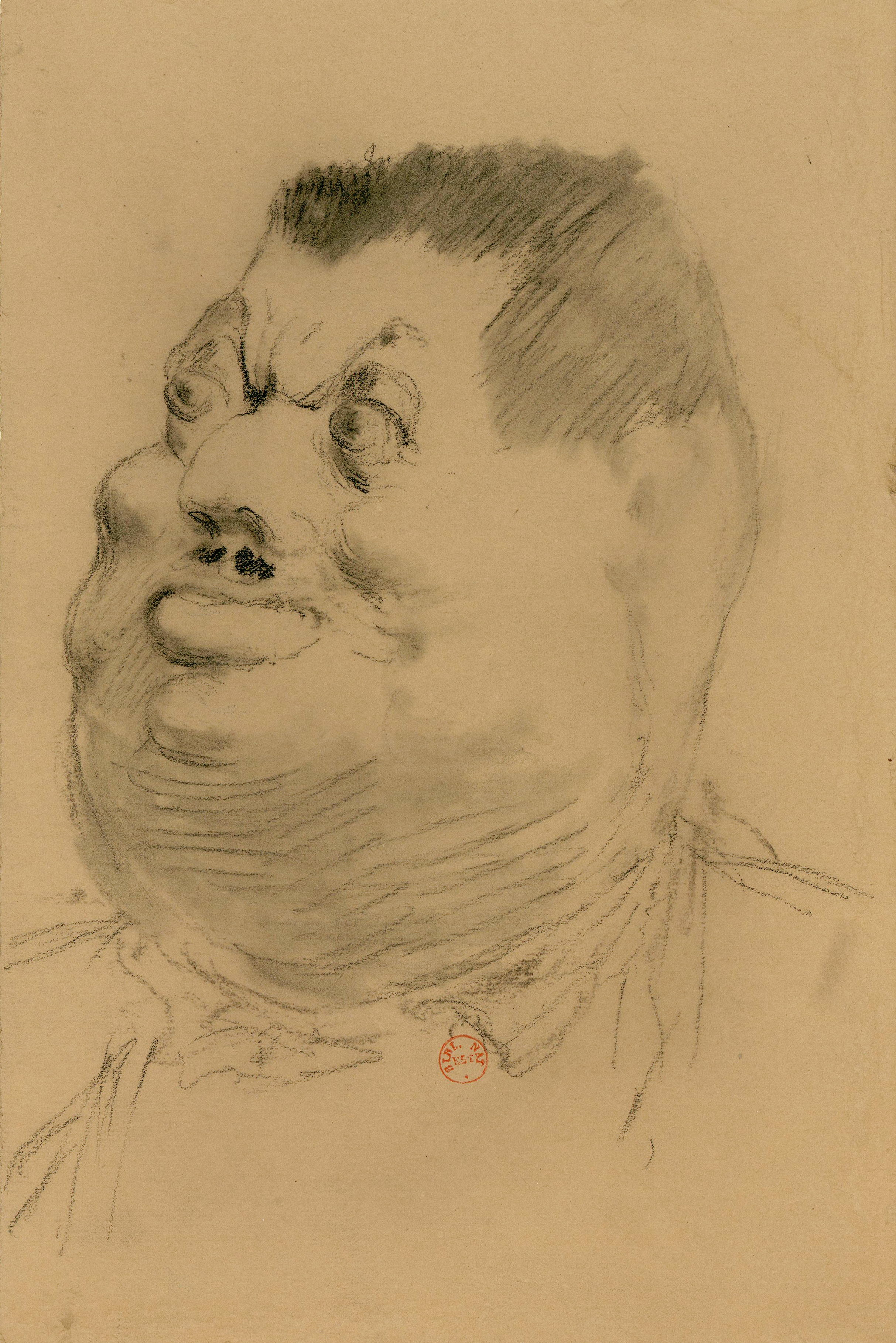
Caricature de Villemessant par son ami Nadar.

Le 21 mars 1867, il avait écrit, à la une du Figaro que « Paris est le grand fracasseur et fricasseur de cervelles », avant de lancer un appel à la création d’un établissement où les « hommes qui vivent des labeurs de l’esprit » pourraient se remonter par un séjour sur la Côte d’Azur dans « un hôtel peu luxueux mais confortable, spécialement destiné à ceux des nôtres qui ont besoin de retremper pendant quelque temps leurs forces physiques ou intellectuelles. » Le lieu devait être financé par des galas et une souscription publique. Il présida une commission comprenant le romancier Paul Féval, président de la Société des gens de lettres, les dramaturges Adolphe d'Ennery et Paul Siraudin, représentant les auteurs dramatiques ; Henri Rochefort, représentant les journalistes, et Victor Massé, représentant les compositeurs de musique. L’entreprise n’ayant pas eu le succès escompté, il rouvrit cette villa, en 1889, sous le nom d’Hôtel du Cap.
Du 28 février au 4 mars 1871, la parution du Figaro est interrompue durant l’occupation de Paris par les troupes allemandes. Le 30 mars 1871, la Commune de Paris supprime aussi le journal, qui ne reparaît qu’avec le retour de Thiers.
En octobre 1874, invité par son ami Alphonse Daloz à une partie de chasse dans son domaine du Touquet, il est émerveillé par le décor qu’il qualifie d’« Arcachon du Nord ». Il donne l’idée au propriétaire de lotir une partie de son domaine, d’en faire une station balnéaire et de lui donner le nom de « Paris-Plage ». C’est ainsi qu’en 1882, Daloz crée le premier lotissement (partie du Touquet-Paris-Plage aujourd’hui à l’ouest du boulevard Daloz).
En 1875, il cède la direction en chef du journal à Francis Magnard, avant de se retirer dans sa propriété de Monte-Carlo. En 1878, il lance, dans le Figaro, une souscription en faveur des Orphelins d’Auteuil, alors au bord de la faillite. La souscription permet de lever plus de 300 000 francs, épongeant les 200 000 francs de dette de cette œuvre lancée par l’abbé Roussel.
Le 17 avril 1879, Le Figaro parait encadré de noir : son ancien directeur a été inhumé la veille au cimetière d'Auteuil. De nombreuses personnes ont assisté à ses obsèques, qui ont eu lieu à l’église Saint-Honoré-d'Eylau. Des écrivains comme Alphonse Daudet et Gustave Flaubert témoignent de la perte alors ressentie par le monde littéraire et politique.

## Publications
- Monsieur le Comte de Chambord et la France à Wiesbaden, Paris, Édouard Dentu, 1850, 108 p., in-18, portraitlire en ligne sur Gallica.
- Les Cancans : petit almanach de la Chronique de Paris, Paris, Édouard Dentu, 1852, 104 p. (lire en ligne).
- Mémoires d’un journaliste, Paris, Édouard Dentu, 1872-1884, 6 vol. in-18 (lire en ligne).

## Pour approfondir